# Luxemburgischer Eishockeypokal 2011/12
Die Saison 2011/12 war die dreizehnte Austragung des luxemburgischen Eishockeypokals und die zweite Saison unter dem Namen Alter Domus Cup. 

## Modus
In einer gemeinsamen Gruppenphase absolvierten die vier Mannschaften zwischen November 2011 und März 2012 eine Einfachrunde. 

## Teilnehmende Mannschaften
- Tornado Luxembourg
- Lokomotiv Luxembourg
- Puckers Luxembourg
- IHC Beaufort

## Tabelle
|    | Klub                  | Sp | S | SOS | SON | N | Tore  | Punkte |
| -- | --------------------- | -- | - | --- | --- | - | ----- | ------ |
| 1. | Tornado Luxembourg    | 6  | 4 | 1   | 0   | 1 | 51:18 | 14     |
| 2. | Lokomotive Luxembourg | 6  | 4 | 0   | 1   | 1 | 46:14 | 13     |
| 3. | Puckers Luxembourg    | 6  | 2 | 0   | 0   | 4 | 16:42 | 6      |
| 4. | IHC Beaufort          | 6  | 1 | 0   | 0   | 5 | 11:39 | 3      |

Sp = Spiele, S = Siege, N = Niederlagen, SOS = Shootout-Sieg, SON = Shootout-Niederlage 

## Playoffs

### Spiel um Platz 3
- IHC Beaufort – Puckers Luxembourg 8:2

### Finale
- Lokomotive Luxembourg – Tornado Luxembourg 5:2